# 大阪中央短期大学
大阪中央短期大学（おおさかちゅうおうたんきだいがく）は、大阪府大阪市南区桃谷町において1952年4月1日に設置が計画されていた日本の私立短期大学である。

## 概要
- 1951年当時、既存の大阪タイピスト学院を母体に翌年に開学を目指して文部省に設置認可の申請を行っていた[1]が不認可となり、設立を断念した。

## 設置予定の学科
- 商学科
  - 第一部
  - 第二部